# Manassès de Judà
Segons la Bíblia, Manassès (en hebreu מנשה בן-חזקיה Menasheh ben Hizqiyah) va ser el catorzè rei de Judà, fill d'Ezequies. Va regnar 55 anys entre 687-643 a.n.e. segons la cronologia tradicional, o entre 716-661 a.n.e. segons la cronologia bíblica.

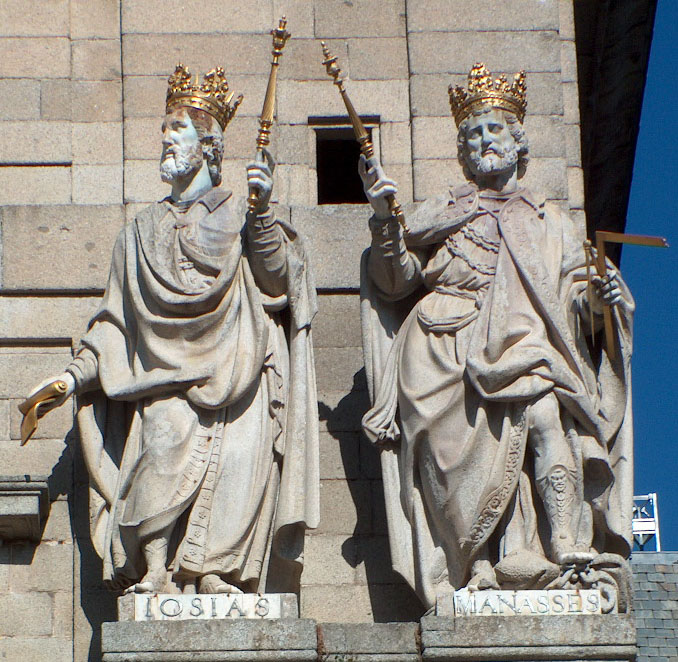
Josies i Manassès en una escultura de Juan Bautista Monegro a El Escorial

Manassès va ser contrari a l'adoració a Jehovà i va promoure l'adoració pagana. També va ser culpable de vessar molta sang innocent. Segons els escrits posteriors dels jueus, entre les seves víctimes hi hagué Isaïes, qui va ser serrat en trossos per ordre de Manassès.
Amb el temps, el rei d'Assíria se l'endugué captiu a Babilònia. Sembla que aquella experiència el va fer canviar de religió i va començar a adorar Jehovà. Existeixen inscripcions dels reis assiris Assarhaddon i Assurbanipal on s'esmenta Manassès. Un cop restituït al tron, va promoure l'adoració a Jehovà. Quan va morir, el seu fill Amon el va succeir.